# Pelosia concolor
Pelosia concolor là một loài bướm đêm thuộc phân họ Arctiinae, họ Erebidae.